# Francisco José Teixeira Leite
Francisco José Teixeira Leite, barón de Vassouras, (São João del-Rei,13 de noviembre de 1804 — 12 de mayo de 1884) fue un noble brasileño.
Hijo de Francisco José Teixeira, primer barón de Itambé, y de Francisca Bernardina do Sacramento Leite Ribeiro. Se casó en 1830 con su prima Maria Ismênia Leite Ribeiro; posteriormente, en 1851, se casó con otra prima, Ana Alexandrina Teixeira Leite. Era sobrino del barón de Aiuruoca y suegro del vizconde de Taunay.
Barón por decreto de 17 de mayo de 1871.
Barón con grandeza por decreto de 18 de noviembre de 1874.